# Nadine Stadelmann
Nadine Stadelmann (* 1997) ist eine Schweizer Unihockeyspielerin, die beim Nationalliga-A-Verein Floorball Riders Dürnten-Bubikon-Rüti unter Vertrag steht.

## Karriere
Stadelmann debütierte 2015 in der ersten Mannschaft der Floorball Riders, nachdem sie vorher im Nachwuchs der Red Ants Rychenberg Winterthur und dem UHC Dietlikon war.